# Clubiona huttoni
Clubiona huttoni là một loài nhện trong họ Clubionidae.
Loài này thuộc chi Clubiona. Clubiona huttoni được Raymond Robert Forster miêu tả năm 1979.